# Dixförda
Dixförda ist ein Ortsteil der Stadt Jessen (Elster) im Landkreis Wittenberg des Landes Sachsen-Anhalt.

## Lage und Erreichbarkeit
Dixförda liegt ca. 4 km nordöstlich der Stadt Jessen und ist über die B187 und die L113 mit ihr verbunden.

## Geschichte
Ursprünglich als Platzdorf entstanden und 1420 erstmals in Urkunden als Ditmarsforde erwähnt, wird der Namensursprung auf „des Dietmars Furt“ bzw. Dietmars Furt zurückgeführt.